# نیلز بور
نیلز هِنریک دِیوید بور (دانمارکی: Niels Henrik David Bohr; دانمارکی: [ˈne̝ls ˈpoɐ̯ˀ]؛ ۷ اکتبر ۱۸۸۵ – ۱۸ نوامبر ۱۹۶۲) فیزیک‌دان دانمارکی بود. او نقش بنیادی در شناخت ساختار اتمی و نظریهٔ کوانتومی داشت و به‌پاس تلاش‌هایش جایزهٔ نوبل فیزیک را در ۱۹۲۲ کسب کرد. بور همچنین فیلسوف و ارتقاءدهندهٔ پژوهش‌های علمی بود.
او مدل اتمی بور را ایجاد و چنین پیشنهاد داد که سطوح انرژی الکترون‌ها جدا از هم هستند و الکترون‌ها در مدارهای ثابت حول هسته اتم می‌چرخند اما می‌توانند از یک سطح انرژی (یا مدار) به سطح انرژی دیگری بپرند. اگرچه مدل بور به‌وسیلهٔ مدل‌های دیگر جایگزین شده است، قاعدهٔ کلی آن همچنان معتبر است. او اصل مکملیت را نیز شکل داد.
بور یک مؤسسه فیزیک نظری در دانشگاه کپنهاگ تأسیس کرد که اکنون به‌نام انستیتو نیلز بور شناخته می‌شود و در سال ۱۹۲۰ افتتاح شد. بور با فیزیک‌دانانی از جمله هندریک آنتونی کرامرز، اسکار کلاین، جرج هوشی و ورنر هایزنبرگ کار کرد. او وجود یک عنصر جدید زیرکونیم‌مانند را پیش‌بینی کرد که به اقتباس از نام لاتین کپنهاگ که در آنجا کشف شد، هافنیم نام گرفت. بعدها عنصر بوهریم به اقتباس از بور نام‌گذاری شد.
طی دههٔ ۱۹۳۰، بور به پناهندگان نازیسم کمک کرد. پس از اشغال دانمارک توسط آلمان، او با هایزنبرگ که رئیس برنامه جنگ‌افزار هسته‌ای آلمان شده بود، دیدار کرد. در سپتامبر ۱۹۴۳ خبر به بور رسید که او در شرف دستگیری توسط آلمانی‌ها است، بنابراین او به سوئد گریخت. از آن‌جا، او به بریتانیا منتقل شد و در آنجا به پروژه تسلیحات هسته‌ای پیوست و بخشی از هیئت اعزامی بریتانیا به پروژه منهتن بود. پس از جنگ، بور خواستار مشارکت بین‌المللی در زمینه انرژی هسته‌ای بود.او در ۷۷ سالگی فوت شد.

## زندگی

### کودکی

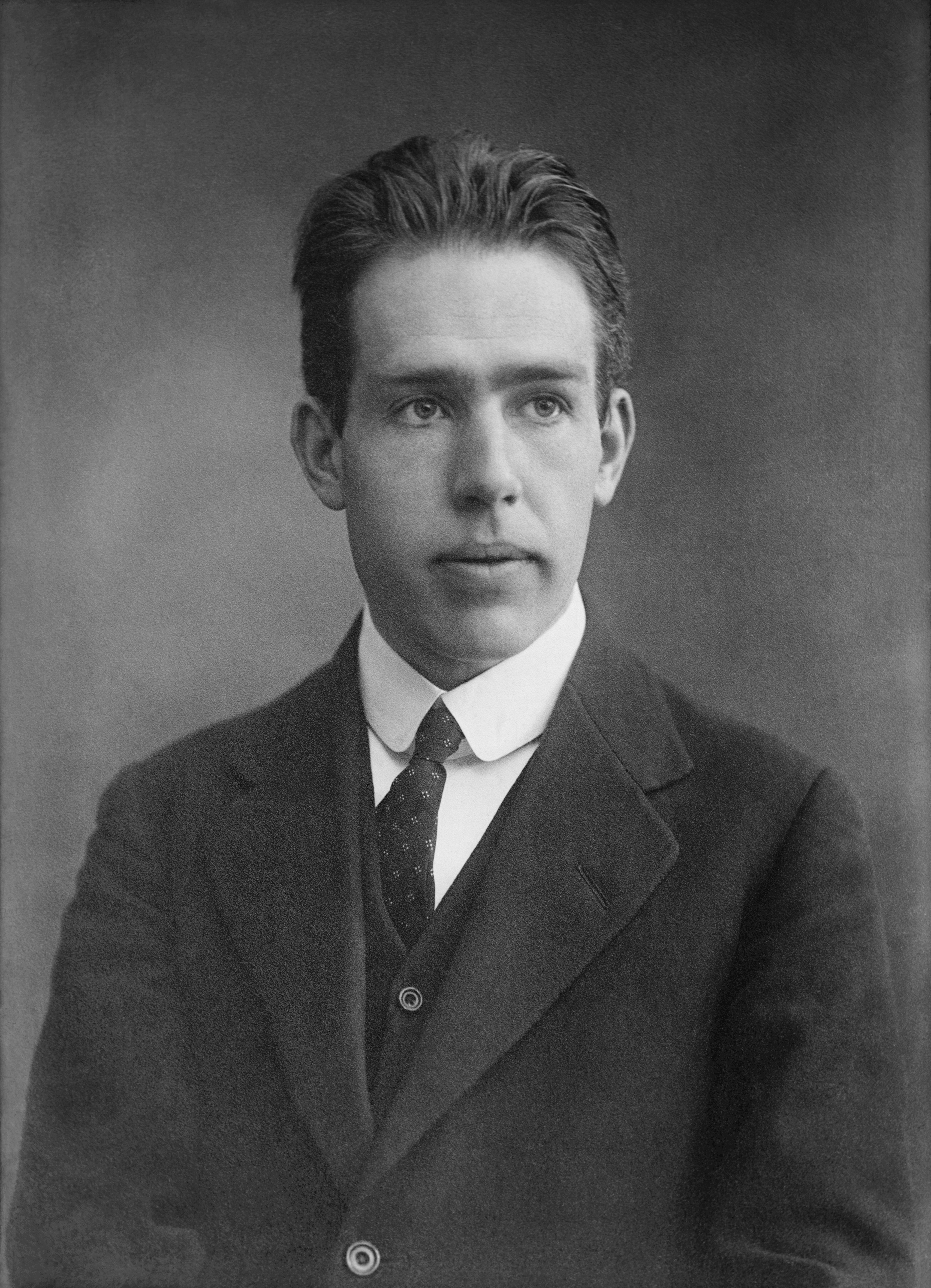
بور، ۱۹۱۰

نیلز هنریک دیوید بور، هفتم اکتبر ۱۸۸۵، در کپنهاگ دانمارک زاده‌شد. پدرش، کریستیان بور، استاد فیزیولوژی دانشگاه کپنهاگ و مادرش اِلن آلدر بور، دختر یک خانوادهٔ یهودی دانمارکی سرشناس در مراکز بانکی و پارلمانی بود. خانوادهٔ بور کلیسا نمی‌رفتند ولی مادر، باآن‌که یهودی بود، فرزندانش را مسیحی بارآورد.

### جوانی
بور، ۱۹۰۳ در رشتهٔ فیزیک دانشگاه کپنهاگ نام نوشت. او در دانشگاه، با آزمایش‌هایی روی نیروی کشش سطحی آب و اندازه‌گیری آن، خود را برتر از دیگران نشان داد و به‌پاس آن، برنده مدال طلای آکادمی علوم و ادبیات دانمارک شد. او، ۱۹۱۱، با پایان‌نامه‌ای دربارهٔ نظریهٔ الکترونی فلزات که تأکید آن بر نارسایی‌های فیزیک کلاسیک در توضیح رفتار ماده در سطح اتمی بود، دکترا گرفت. آن پایان‌نامه، آغازی بر تحقیقات بعدی او بود.

### آشنایی با رادرفورد
بور در انگلستان، پس‌از همکاری کوتاهی با جوزف جان تامسون در کمبریج، به آزمایشگاه رادرفورد در منچستر رفت. رابطه با رادرفورد، سرمشق حیات علمی بعدی او شد. آن دو از همان نخستین ملاقات، با هم دوست شدند و تا پایان عمر دوستانی نزدیک ماندند. در واقع، رادرفورد بود که بور را به بالاترین تراز پژوهش در فیزیک رساند. بور از الگوی هسته‌ای اتم که رادرفورد، ۱۹۱۰ پیش نهاده‌بود بهره گرفت تا این‌ها را روشن کند:
1. خواص شیمیایی یک اتم، از جمله جای آن در جدول تناوبی، به آرایش الکترون‌های آن بستگی دارد.
2. پرتوزایی، با هسته اتم مرتبط است.
3. ایزوتوپها، اتم‌هایی با الکترون‌های یکسان، اما هسته‌های جرمی متفاوت‌اند.
4. فروپاشی پرتوزا، بار هسته و درنتیجه تعداد الکترونها و ماهیت شیمیایی اتم را تغییر می‌دهد.

او پس‌از آن، به رابطهٔ عدد اتمی یک عنصر، که تعیین‌کنندهٔ رفتار شیمیایی آن است، و تعداد الکترون‌های اتم پی برد. بور، ۱۹۱۲ به دانمارک بازگشت و دانشیار فیزیک دانشگاه کپنهاگ شد.
بور پس از شکل‌گیری آینده حرفه‌ای‌اش، در کپنهاگ با مارگارت نورلند ازدواج کرد. نتیجه این ازدواج شش پسر بود که تنها چهار تن آنان به نوجوانی و پس‌از آن رسیدند.

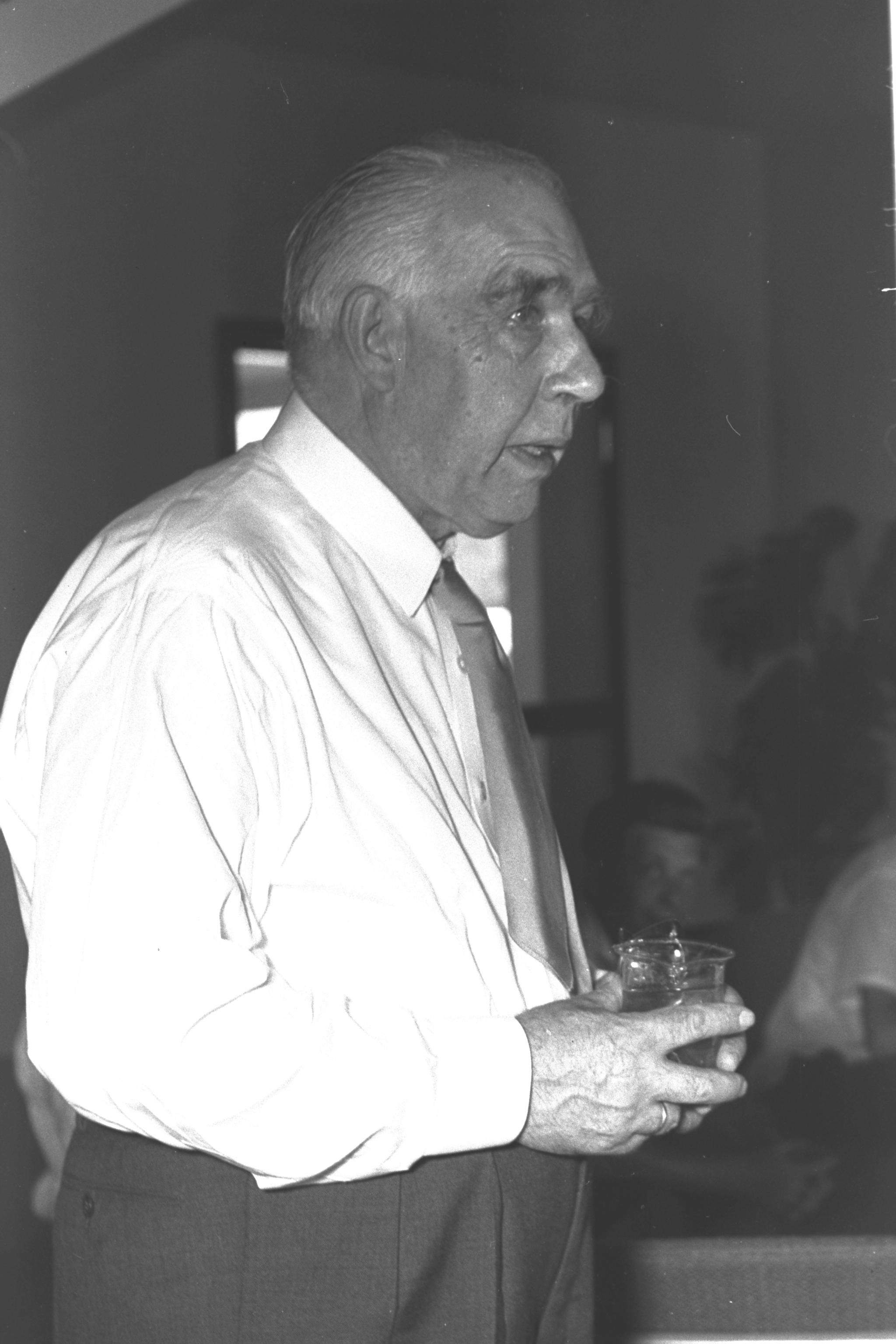
۱۹۵۸

۱۹۱۳، پس‌از آن‌که مدل اتمی بور با استقبال روبرو، و با حمایت رادرفورد، به عنوان نظریهٔ جدید پذیرفته‌شد، بور سه مقاله دربارهٔ ساختار اتم منتشر کرد که یکی از آن‌ها مقالهٔ «دربارهٔ ساختمان اتم و مولکول» بود. او، ۱۹۱۴ تا ۱۹۱۶ را در منچستر گذراند و آنجا بار دیگر با حمایت رادرفورد به‌کار پرداخت. سپس، ۱۹۱۶، استادی فیزیک دانشگاه کپنهاک به او پیشنهاد شد. وی با پذیرفتن آن به دانمارک بازگشت و تا پایان عمر، مدیر آن مؤسسه ماند.

### فعالیت‌های فراملّی

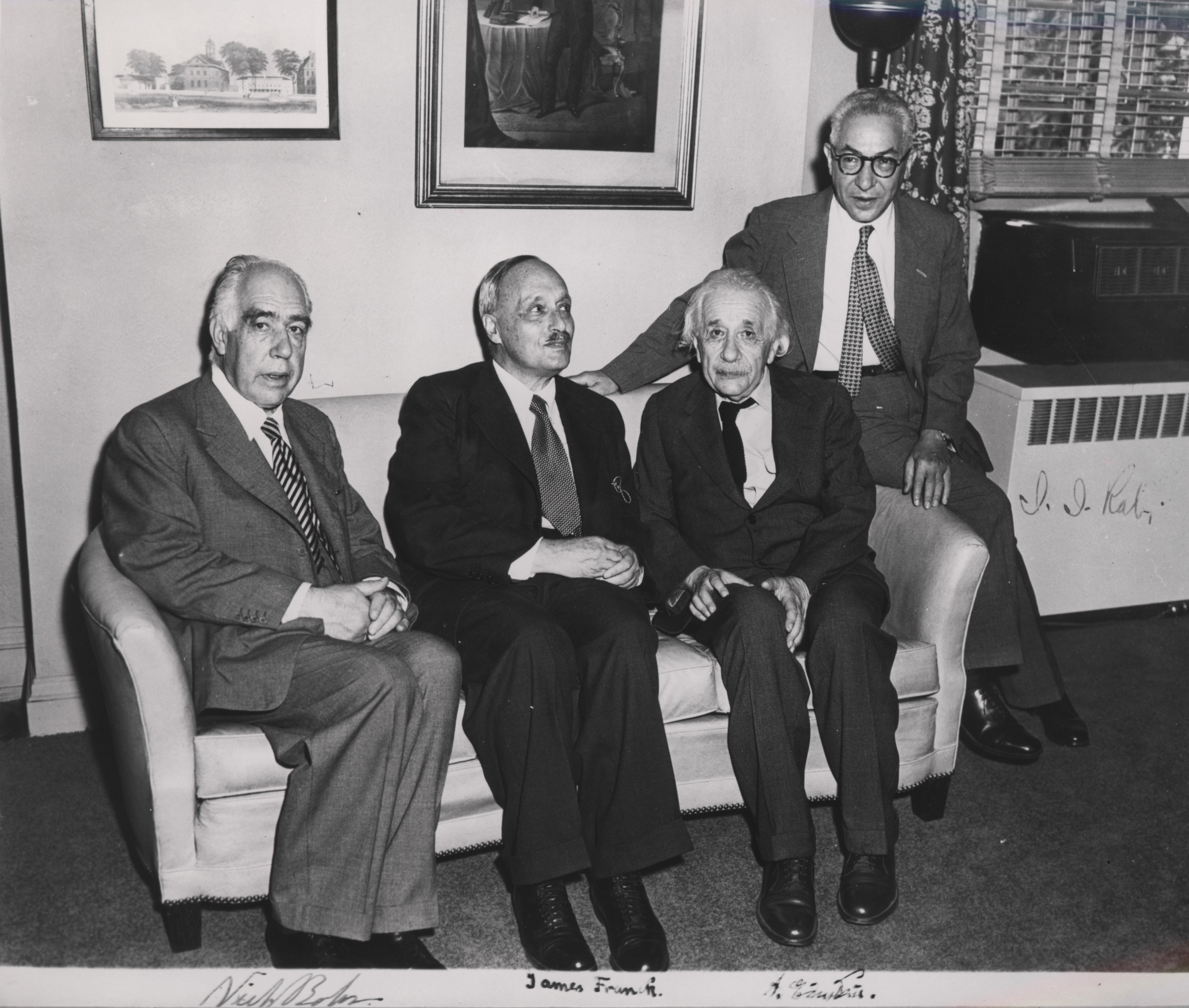
بور در کنار جیمز فرانک ،آلبرت اینشتین ،ایزیدور ایزاک رابی

فرهنگستان علوم سوئد، نوامبر ۱۹۲۲، به بور نوبل فیزیک داد. او ششمین دانمارکی و نخستین فیزیک‌دان دانمارکی بود که به‌آن افتخار دست می‌یافت. بور در دههٔ ۱۹۳۰، در کنار کار روی نظریهٔ کوانتومی، سهمی نیز در پیش‌برد زمینهٔ جدید فیزیک هسته‌ای داشت. برداشت او از هستهٔ اتم که وی آن را به «قطره» تشبیه کرد، قدم مهمی در راه درک پدیده‌های هسته‌ای شد. مدل او، به‌ویژه در درک شکافت هستهٔ اتم، که ۱۹۳۹ مشاهده شد، نقشی کلیدی داشت. پس‌از جنگ جهانی دوم، بور با هدف محدودکردن خطرات جنگ هسته‌ای، ژوئن ۱۹۵۰، نامه‌ای سرگشاده به سازمان ملل متحد نوشت و درخواستش را برای بنیان‌گذاری یک «دنیای آزاد»، به عنوان پیش‌شرط صلح تکرار کرد. وی پیش‌از آن نیز برای صلح جهانی تلاش کرده‌بود. از کارهای علمی بعدی او، ۱۹۵۵، می‌توان به رهبری در سامان‌دادن به مؤسسه‌ای دانمارکی برای بهره‌گیری سازنده از انرژی هسته‌ای اشاره کرد.

### سال‌های پایانی زندگی
بور در سال‌های پایانی عمر، در عرصهٔ فیزیک، بیشتر، تماشاگر بود تا بازیگر، گرچه هنوز در برافراشتن اخلاق در جامعه تلاش می‌کرد. او در دورهٔ کاری‌اش بر دو نسل از فیزیک‌دانان اثر گذاشت، به روش برخورد آن‌ها با مسائل علمی شکل داد و الگوی درست‌زیستن برای دانش‌پژوهان بود.
بور، ۱۸ نوامبر ۱۹۶۲، در هفتادوهفت سالگی در کپنهاک درگذشت. او شخصیت علمی محبوبی بود که با مرگش، جهان متمدن به سوگ نشست. بور، انسان‌دوست و ممتاز در کار بود.

## نظریه اتمی

تمبر یادبود نیلز بور و تئوری اتمی او - دانمارک

بور در پی ماندگاری در کپنهاگ، به اندیشیدن دربارهٔ جنبه‌های نظری مدل اتم هسته‌دار رادرفورد ادامه داد. این مدل، مانند یک منظومهٔ خورشیدیِ بسیار کوچک بود؛ یعنی هسته‌ای در مرکز، مانند خورشید، و الکترون‌هایی در گردش به گرد آن، مانند سیاره‌ها. فیزیک‌دانان طرح کلی آن را پذیرفته بودند اما در آن اشکال بزرگی، که امروزه آن را ناهنجاری می‌خوانند، می‌دیدند. برپایهٔ نظریهٔ الکترومغناطیس، ذرهٔ باردار و چرخانی مانند الکترون، باید در هر دور گردش، مقداری انرژی، تابش کند و درنتیجه بخشی از انرژی‌اش را از دست بدهد. در چنین حالتی، دایرهٔ مسیر باید مارپیچ‌وار تنگ و تنگ‌تر شود و الکترون سرانجام روی هسته بیفتد، اما در واقع، چنین نشده و الکترون‌ها به‌روی هسته فرو نمی‌ریزند و اتم، نامحدود، پایدار می‌ماند. چنین ناهنجاری در رفتار الکترون، با پیش‌بینی نظریهٔ الکترومغناطیس هم‌خوان نبود.
بور برای یافتن توضیح مسئله، شیوهٔ تازه‌ای به‌کار برد و گفت: تئوری را رها کنیم؛ الکترون تا زمانی که به گردش ادامه می‌دهد، از خود هیچ تابشی نمی‌کند. او این را در حالی می‌گفت که نظریه و شواهد آزمایشگاهی، نشان می‌دادند که وقتی هیدروژن حرارت ببیند از خود نور تابش می‌کند و عقیده بر این بود که آن نور از الکترون اتم هم تابش می‌شود. بور، ۱۹۱۳، با آن روش به تجسم ساختاری برای اتم دست یافت. او در توضیح چگونگی رفتار الکترون، بیان کرد که الکترون دررفتن از مداری به مدار دیگر، انرژی را به‌صورت بسته یا پیمانه‌هایی از انرژی تشعشعی جذب یا تابش می‌کند، چیزی که امروزه فوتون یا کوانتای نور نامیده می‌شود. هرچه طول موج تابیده کمتر باشد، انرژی فوتون آن بیشتر است.
هیدروژن سه خط طیفی روشن به رنگ‌های قرمز، سبز متمایل به آبی و آبی دارد. بور تشریح کرد که این خطوط رنگی واضح طیف، همان تابش‌های اتم هیدروژن‌اند. نور قرمز هنگامی تابش می‌شود که الکترون از مدار سوم به مدار دوم بجهد و نور سبز متمایل به آب‌ی، مربوط به جهش الکترون از مدار چهارم به دوم است. در آغاز بسیاری از فیزیک‌دانان کارکشته‌تر مانند تامسون دربارهٔ درستی نظریهٔ بور تردید کردند، اما رادرفورد از حامیان آن شد، و نظریهٔ جدید سرانجام پذیرفته‌شد.

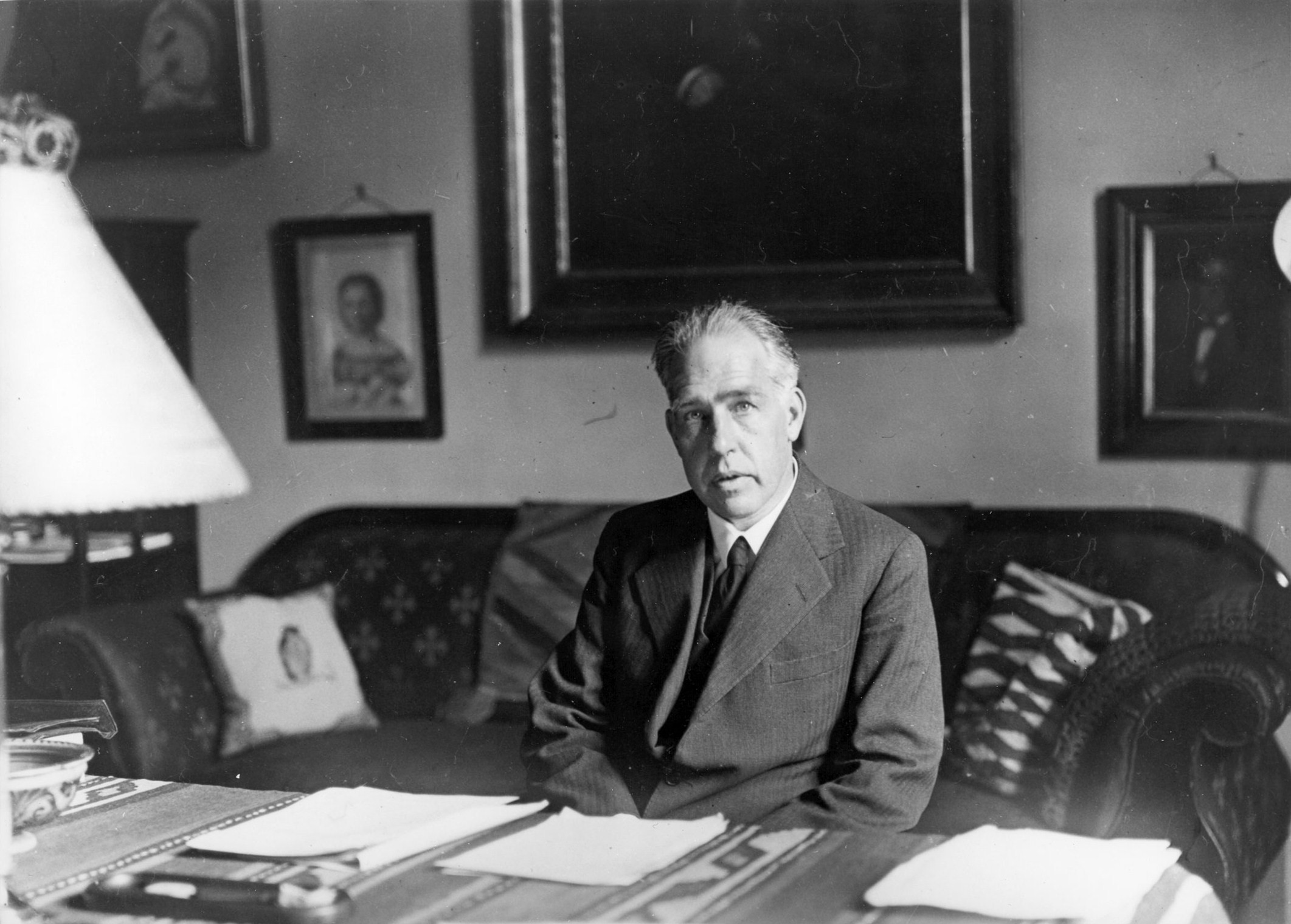
نیلز بور، ۱۹۳۵

## مشکلات مدل بور
مشکلات مدل بور، به بیان ساده چنیند:
1. در مدل بور توضیحی برای چگونگی پخش تودهٔ الکترون‌های اتم‌های چندالکترونی نداشت؛ یعنی معلوم نبود که چند الکترون در هر مدار قرار می‌گیرند. این ازآن‌روی بود که بور روی اتم هیدروژن، که تک‌الکترونی است، آزمایش کرده‌بود. بعدها با نظریه شرودینگر، که زیرلایه‌ها را توجیه می‌کرد (مانند s p ....)، این مشکل برطرف شد.
2. وضعیت مدارهای مجاز (پایدار) در مدل بور مشخص نیست؛ معلوم نیست که زاویه‌دارند یا در یک صفحه قرار گرفته‌اند. بعدها مشخص شد که الکترون‌ها، سه‌بعدی در مدار می‌چرخند نه دایره‌ای.
3. لازم نیست که مداری با بیشترین شعاع، دارای بیشترین انرژی هم باشد، درحالی‌که بور، برعکس این را گفته بود.
4. گرچه مدل اتمی بور در توجیه طیف نشری خطی هیدروژن موفق است، نمی‌تواند وضعیت طیف اتم‌های دیگر را توجیه کند.
5. یک مدل اتمی کامل باید به هر سه جزء اتم، یعنی پروتون نوترون و الکترون بپردازد، اما مدل اتمی بور، بیشتر روی الکترون متمرکز شده‌بود.